# Friedrich Lebrecht von Damnitz
Friedrich Lebrecht von Damnitz (auch: Damniß, † 8. November 1737) war Herr auf Guttau (1732), Brösa (1733) in der Oberlausitz sowie Hofmarschall in Schwarzburg-Rudolstadt und sachsen-gothaischer Generalmajor.
Seine Eltern waren Christoph Siegmund von Damnitz und dessen Ehefrau Scholastika, geb. Freiin von Metternich, eine Schwester des brandenburgischen Gesandten Ernst von Metternich. Einige Brüder wurde erfolgreiche Militärs: Wolf Siegmund († 1755), österreichischer Feldmarschall, Johann Casimir († 1756) kursächsischer Generalmajor.
Er ging jung in den kursächsischen Kriegsdienst, dort stieg er bis zum Oberstleutnant auf. Er diente erst bei der Trabantengarde, dann bei dem Kürassierregiment von Damnitz. Er dankte als Oberstleutnant ab, kaufte 1730 das Rittergut Schmehlen (Schmöln; Schmölen, auch Schmoelen, b. Leipzig ?), 1714 das Rittergut Medewitz bei Bautzen, 1732 Naundorf (Neudörfel ?) bei Dresden und endlich die oben genannten Güter in der Oberlausitz. Aber vor 1730 ging er in herzoglich meiningsche Dienste beim Herzog Ernst Ludwig. Er wurde dessen Oberstallmeister und Oberst der Garde. Nach dem Tod des Herzogs Ernst Ludwig wurde er Hofmarschall bei dem Fürsten von Schwarzburg-Rudolstadt und von 1731 bis 1733 Kammerdirektor. Letztlich trat er in die Dienste des Herzogs Friedrich III. von Gotha, wo er die Stellen eines Amtshauptmanns, Hofmarschalls, Generalmajors (Generallieutenant ?) und Kriegsrates bekleidete. Im Jahre 1734 zog er sich auf seine Güter in der Oberlausitz zurück, wo er 1737 starb. 
Er heiratete Rahel Sophia Wostromirsky von Rokittnigk († 17. August 1761) aus Alt-Kötig, eine Tochter des kurfürstlichen Generals der Infanterie und Kommandanten von Dresden Hans Hermann von Wostromirsky. Das Paar hatte zwei Kinder: 
- Rahel Friederika († 5. November 1755)

⚭ August Jakob Heinrich von Suckow († 1740), Feldmarschall
⚭ Johann Christian von Ponikau auf Pomßen
- Hans Hermann (* 22. Januar 1706; † 17. August 1761), Domherr ⚭ 1730 Maria Sophie von Mühlich (* 24. April 1712; † 16. Januar 1774)[4]